# Halbwelt
Halbwelt (frz. demi-monde) bezeichnet eine „sich mondän gebende“ und „elegant auftretende, aber zwielichtige, anrüchige Gesellschaftsschicht“.

## Wortherkunft und literarische Rezeption
Halbwelt ist eine Lehnübersetzung für ‚äußerlich elegante, aber moralisch verwerfliche Gesellschaftskreise‘, die eine in den 1860er-Jahren aufkommende Nachbildung von französisch demi-monde darstellt. Bereits Anfang des 19. Jahrhunderts ist es als ‚Welt der Prostituierten‘ bezeugt. Der hierfür zentrale Begriff im Frankreich des 19. Jahrhunderts ist die Kurtisane. Darunter verstand man Frauen, die sich von gesellschaftlich hochstehenden, wohlhabenden Männern (heute würde man sagen Sugar-Daddies) als Geliebte aushalten ließen. Es konnte sich um elegante oder auch gebildete Damen handeln, die selbst privilegierten Kreisen entstammten, jedoch aufgrund moralischer „Fehltritte“ (wie außerehelichen Liebschaften oder unehelichen Kindern) aus diesen herausgefallen waren, oder auch um junge Frauen, die sich ihre Attraktivität zunutze machten, oftmals Schauspielerinnen oder Tänzerinnen.
Die Schriftsteller Honoré de Balzac (mit seinem 1846 erschienenen Roman Glanz und Elend der Kurtisanen) und Alexandre Dumas der Jüngere machten die obersten Ränge käuflicher Damen zu Heldinnen von Romanen und Bühnenstücken und popularisierten dadurch gesellschaftlich verachtete Frauen. 1848 erschien Dumas’ Roman Die Kameliendame, in dem die Kurtisane Marguerite Gautier die Hauptfigur ist; ihr reales Vorbild war Marie Duplessis, mit der Dumas selbst ein Verhältnis hatte. Sein Roman wurde wiederum zur Vorlage für die Oper La traviata von Giuseppe Verdi (1853 uraufgeführt), wo die Kurtisane Violetta Valéry heißt. 1855 schuf Dumas die Komödie Le Demi-Monde, von der die Halbwelt ihren Namen hat. In diesem Stück bemühen sich echte und vermeintliche adlige junge Damen um Heiraten mit vermögenden Männern, um ihren verschwenderischen Lebensstil zu finanzieren, scheitern aber trotz guter Herkunft an ihrem gesellschaftlichen Ruf, der durch diverse Liebschaften kompromittiert ist. Nach diesem Vorbild wurden als Damen der Demi-Monde konkret die wegen eines Fehltritts aus ihrer Klasse Ausgeschlossenen bezeichnet.
Nach Dumas’ Modellen entstand ein ganzes Genre von Kurtisanen-Literatur. Eine solche Figur schuf auch Marcel Proust in seiner Romanfolge Auf der Suche nach der verlorenen Zeit mit Odette de Crécy, einer Kurtisane des Zweiten Kaiserreichs und „gefallenen Dame“ der höheren Gesellschaft, die sich von älteren reichen Liebhabern aushalten lässt, bis der Romanheld Swann sie heiratet; doch hält er – Aufsteiger aus jüdischer Wechselhändlerfamilie, der als Dandy in höchsten Gesellschaftskreisen verkehrt – seine Frau von ebendiesen fern, um seine Stellung nicht zu gefährden. Die Figur der Odette trägt einige Züge der mit Proust befreundeten realen Kurtisane Méry Laurent.
In Kim Stanley Robinsons Marstrilogie ist die demimonde eine semitolerierte außerhalb des „offiziellen“ Netzes liegende Wirtschafts- und Bildungsgesellschaft.

## Bedeutung im Deutschen
Demi-Monde gelangte 1856 als Fremdwort ins Deutsche, wo es zunächst mit halbe Welt übersetzt wurde.
Meyers Großes Konversations-Lexikon definierte Demimonde 1906 als: 

„»Halbwelt«, eine durch das gleichnamige Drama des jüngern Dumas (1855) in Aufnahme gekommene Bezeichnung für die in Großstädten (namentlich Paris) stark vertretene Klasse von Abenteurern höherer Gattung, die im Äußern Sitten und Lebensweise der vornehmen Gesellschaft (grand monde) nachzuahmen sucht; insbesondere für anrüchige und zweifelhafte, aber äußerlich in aller Eleganz auftretende Frauenzimmer.“

Paul Lindau übersetzte aus der Vorrede des Stückes „Le Demi-monde“ unter anderem folgende Definition: „Wir werden ein für allemal für die Lexikographen der Zukunft feststellen, dass die Demimonde keineswegs, wie man es glaubt und druckt, den großen Haufen der Kourtisanen, sondern nur diejenigen Weiber bezeichnen soll, welche aus der guten Gesellschaft in die schlechte gesunken sind (les déclassées). Nicht jede, die da will, gehört also zur Demi-monde. Diese Gesellschaft besteht in der Tat ausschließlich aus Frauen aus guter Familie, die als junge Mädchen, als Frauen und Mütter in den besten Kreisen mit völliger Berechtigung verkehren durften und die sich auf und davon gemacht haben.“ Zudem würde, so Georg Büchmann, als ihr fester Grundsatz betont: „›Wir geben, aber wir verkaufen nicht‹; und sie verstoßen aus ihrer Mitte die Häuslichen, wie sie aus ihren Kreisen ausgestoßen wurden, weil sie sich verschenkt hatten. Sie gehören dem, der ihnen gefällt, nicht denen, welchen sie gefallen.“
Demimonde bezeichnet also – der literarischen Vorlage Dumas’ folgend – ein Milieu, in dem Kurtisanen höherer Herkunft – „gefallene Damen“ – mit ihren Liebhabern verkehrten. Man verstand unter der „Welt“ (le monde), zu der die Halbwelt (le demi-monde) eben nur zur Hälfte gehört, ausschließlich die obersten Gesellschaftsschichten, im Sinne des Bottin mondain (des Verzeichnisses der gesellschaftlichen Eliten Frankreichs). Die reichen oder einflussreichen Männer gehörten selbstverständlich der „Welt“ an, konnten sich aber – wenn sie sich an der Seite ihrer Kurtisanen bewegten – nur in der „Halbwelt“ zeigen, wo sie auf Ihresgleichen stießen, auch wenn äußerlich – in Haltung und Kleidung – kein Unterschied zu erkennen war. Die Kurtisanen gehörten der „Welt“ entweder nicht oder nicht mehr an, ihr Erscheinen in der „eleganten Welt“ wäre als Skandal empfunden worden und hätte nicht nur den begleitenden Herrn, sondern auch die Gastgeber ihre Reputation gekostet. Als Metapher dient auch der Begriff der Halbseide, in der Seide mit weniger edlen Garnen gemischt wird; man spricht von „halbseidenen“ Gesellschaften oder Personen.
Im Deutschen hat der Begriff Halbwelt im Lauf der Zeit seine Bedeutung erweitert: Man verstand unter Halbwelt bald nicht mehr nur Männer aus der Oberschicht mit ihren Kurtisanen, sondern Menschen, auf die die meisten Schichten der Bevölkerung aus moralischen Gründen herabblickten. Als Halbwelt in diesem Sinne werden auch Berufsgruppen vom Rande der Gesellschaft bezeichnet, deren Tätigkeiten nicht landläufig mit bürgerlichen Tugenden in Verbindung gebracht werden (wie Ehrlichkeit, Rechtschaffenheit, Bildung, Disziplin, Selbstbeherrschung, Fleiß, Moral, Bescheidenheit, Klugheit) und die sich bisweilen auch am Rande der Legalität bewegen, etwa Prostituierte, Bordellbesitzer, Casino- und Spielhallenbetreiber, Diskothekenbesitzer, Türsteher, Schausteller, Zirkus- und Varietéleute, Hellseher, Gaukler, Quacksalber, Spione oder Söldner. Ebenso auch Tätigkeiten außerhalb der Legalität wie Zuhälter, Drogenhändler, Hochstapler, Heiratsschwindler, Heiratsmakler, Wucherer, Spitzel, Trickbetrüger, Schwarzbrenner, Schmuggler oder Hehler. Einst wurden auch Schauspieler und Schauspielerinnen sowie Tänzer und Tänzerinnen der Halbwelt zugezählt. Gemeinsam ist diesen Gruppen, dass sie die Nähe der bürgerlichen Welt und eine entsprechende soziale Anerkennung suchen. Sie halten dabei jedoch oft kein Maß und verwechseln Stil und erlesenen Geschmack, die entsprechende Kenntnisse voraussetzen, mit protziger Geldverschwendung und hemmungslosem Konsum alles Teuren (wie Fahrzeuge, Kleidung, Schmuck, Handtaschen, Champagner oder Zigarren). Auch versuchen sie häufig, ihren Mangel an sozialem Status durch übertrieben selbstbewusstes, überheblich wirkendes Auftreten zu kompensieren.
Im Gegensatz dazu bezeichnet man das Milieu von Schwerkriminellen oder organisierter Kriminalität als Unterwelt. Die Grenzen zur Halbwelt sind jedoch unscharf.